# Ampelocalamus
Ampelocalamus ist eine Gattung verholzender, strauchförmig wachsender Bambusarten. Das Verbreitungsgebiet reicht vom Himalaya bis in den Süden Chinas. 

## Beschreibung
Die Vertreter der Gattung Ampelocalamus wachsen strauchförmig. Die Rhizome sind pachymorph mit kurzen Hälsen. Die Halme wachsen büschelig, hängend oder kletternd. Die Internodien sind stielrund und fein gerillt. Die Scheidennarben über den Knoten sind meist erhoben und korkig. Die Knospen in der Mitte der Halme sind breit eiförmig. Je Knospe werden viele knieförmig gebogene Äste gebildet, wobei der mittige Ast häufig der größte ist. Die Halmblattscheiden sind häutig, kürzer als die Internodien und fallen früh ab. Das Blatthäutchen der Halmscheiden ist deutlich ausgebildet. Die Blattöhrchen sind meist gut entwickelt und zeigen häufig deutliche Wimpern (oral setae). Die Halmblattspreite ist lanzettlich bis schmal lanzettlich und zurückgebogen. Die Laubblätter sind klein bis groß. Das Blatthäutchen der Laubblätter ist deutlich ausgebildet, die Blattöhrchen sind ebenfalls meist deutlich entwickelt. Die Laubblattspreite zeigt undeutliche querverlaufende Blattadern.
Die Blütenstände sind büschelig wachsende, hängende Rispen an belaubten oder unbelaubten Zweigen. Sie zeigen keine Tragblätter oder einige wenig entwickelte Blattscheiden. Die Ährchen wachsen hängend an langen Blütenstandsästen und gebogenen Stielen. Jedes Ährchen trägt zwei bis sieben fruchtbare Blütchen und schließt mit einem sterilen Blütchen ab. Die Internodien der Blütenstandsachse sind etwa halb so lang wie die Blütchen. Je Ährchen werden zwei dünne Hüllspelzen gebildet. Die Vorspelze ist häutig, die Deckspelze etwa gleich lang oder etwas länger, zweifach gekielt und stumpf. Es werden drei durchscheinende Schwellkörper gebildet. Die drei Staubblätter haben lange, freistehende Staubfäden und gelbe Staubbeutel. Anhängsel am Fruchtknoten fehlen. Es wird ein Griffel mit zwei fiedrigen Narben gebildet. Die Früchte sind eiförmige bis längliche und kahle Karyopsen.
Neue Sprösslinge erscheinen spät im Frühsommer.

## Verbreitung und Ökologie
Das natürliche Verbreitungsgebiet der etwa 13 Arten reicht vom zentralen Himalaya bis in den Süden Chinas.

## Systematik und Forschungsgeschichte
Ampelocalamus ist eine Gattung aus der Familie der Süßgräser (Poaceae), in der sie der Unterfamilie Bambusoideae, Tribus Arundinarieae zugeordnet wird. Die Gattung wurde 1981 von Shou Liang Chen, Tai Hui Wen und Guo Ying Sheng in den Acta Phytotaxonomica Sinica aufgestellt. Ein Synonym der Gattung ist Patellocalamus W.T.Lin.
Der Gattung werden folgende Arten zugeordnet:
- Ampelocalamus actinotrichus (Merr. & Chun) S.L.Chen T.H.Wen & G.Y.Sheng: Südwestliches Yunnan, Hainan.[4]
- Ampelocalamus breviligulatus (T.P.Yi) Stapleton: Gansu, Guizhou.[4]
- Ampelocalamus calcareus C.D.Chu & C.S.Chao: Guizhou.[4]
- Ampelocalamus hirsutissimus (W.D.Li & Y.C.Zhong) Stapleton & D.Z.Li: Guizhou.[4]
- Ampelocalamus luodianensis T.P.Yi & R.S.Wang: Guizhou.[4]
- Ampelocalamus melicoideus (P.C.Keng) D.Z.Li & Stapleton: Chongqing.[4]
- Ampelocalamus mianningensis (Q.Li & Xin Jiang) D.Z.Li & Stapleton: Sichuan, Yunnan.[4]
- Ampelocalamus microphyllus (Hsueh & T.P.Yi) Hsueh & T.P.Yi: Sichuan.[4]
- Ampelocalamus naibunensis (Hayata) T.H.Wen: Taiwan.[4]
- Ampelocalamus patellaris (Gamble) Stapleton: Nepal bis Yunnan.[4]
- Ampelocalamus saxatilis (Hsueh & T.P.Yi) Hsueh & T.P.Yi: Sichuan, Yunnan.[4]
- Ampelocalamus scandens Hsueh & W.D.Li: Guizhou.[4]
- Ampelocalamus stoloniformis (S.H.Chen & Zhen Z.Wang) C.H.Zheng, N.H.Xia & Y.F.Deng: Guizhou.[4]
- Ampelocalamus yongshanensis Hsueh f. & D.Z.Li: Sichuan, Yunnan.[4]

Eine weitere Art aus Hunan, Ampelocalamus anhispidis T.H.Wen, wurde 1985 im Journal of Bamboo Research beschrieben, doch ist die Einordnung in die Gattung unsicher. Weitere Sammlungen von Exemplaren sind noch notwendig, um eine endgültige Zuordnung zu erlauben.